# Withiidae
Garypidae es una familia de arácnidos perteneciente al orden Pseudoscorpionida en la superfamilia Cheliferoidea. Se distribuyen por todo el mundo excepto la Antártida.

## Taxonomía
Se reconocen las siguientes subfamilias, tribus y géneros:
- Paragoniochernetinae Beier, 1944
  -     - Cyrtowithius Beier, 1955
    - Ectromachernes Beier, 1944
    - Paragoniochernes Beier, 1932
    - Pseudatemnus Beier, 1947
    - Pseudochernes Beier, 1954
- Withiinae Chamberlin, 1931
  - Cacodemoniini Chamberlin, 1931
    - Cacodemonius Chamberlin, 1931

  - Juxtacheliferini Hoff, 1956
    - Juxtachelifer Hoff, 1956

  - Protowithiini Beier, 1955
    - Protowithius Beier, 1955

  - Withiini Chamberlin, 1931
    - Afrowithius Chamberlin, 1931
    - Aisthetowithius Beier, 1967
    - Balanowithius Beier, 1959
    - Cryptowithius Beier, 1967
    - Cystowithius Harvey, 2004
    - Dolichowithius Chamberlin, 1931
    - Girardwithius Heurtault, 1994
    - Hyperwithius Beier, 1951
    - Metawithius Chamberlin, 1931
    - Nannowithius Beier, 1932
    - Neowithius Beier, 1932
    - Nesowithius Beier, 1940
    - Parallowithius Beier, 1955
    - Parawithius Chamberlin, 1931
    - Plesiowithius Vachon, 1954
    - Pogonowithius Beier, 1979
    - Pycnowithius Beier 1979
    - Rexwithius Heurtault, 1994
    - Scotowithius Beier, 1977
    - Sphaerowithius Mahnert, 1988
    - Sphallowithius Beier, 1977
    - Stenowithius Beier, 1932
    - Termitowithius Muchmore, 1990
    - Thaumatowithius Beier, 1940
    - Trichotowithius Beier, 1944
    - Tropidowithius Beier, 1955
    - Victorwithius Feio, 1944
    - Withius Kew, 1911
    - †Beierowithius Mahnert, 1979